# Mari Aldon

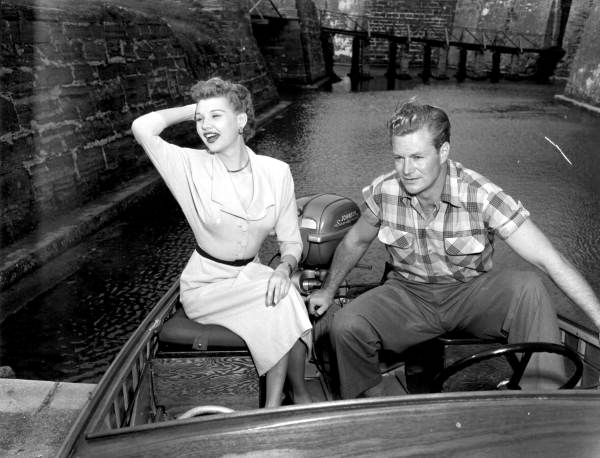
Mari Aldon und Richard Webb (1951)

Mari Aldon, geborene Aldona Pauliutė (* 17. November 1925 in Tauragė, Litauen; † 31. Oktober 2004 in Las Vegas), war eine litauisch-amerikanische Schauspielerin.

## Leben
Aldon wurde in Litauen geboren und wuchs in Toronto, Kanada, auf. Im Alter von 21 Jahren zog es sie nach Hollywood, wo sie ihr Filmdebüt mit einer kleinen Rolle im Film noir The Locket gab. 1958 erhielt sie die US-amerikanische Staatsbürgerschaft.
Aldon spielte vorwiegend in Fernsehserien wie Tales of Wells Fargo und Wagon Train mit. Neben ihren Rollen in Fernsehserien verkörperte sie beispielsweise in dem Schwarzweiss-US-Actiondrama The Tanks Are Coming des Regisseurs Lewis Seiler die Rolle der Patricia Kane. Im Jahr 1951 spielte sie auch in dem Western Die Teufelsbrigade (Distant Drums) an der Seite von Gary Cooper. 1952 spielte sie eine Rolle in dem Schwarzweiss-US-Drama This Woman Is Dangerous. Im Jahr 1954 trat sie in der Nebenrolle der Myrna in dem Film Die barfüßige Gräfin neben Humphrey Bogart auf. Eine ihrer letzten Rollen übernahm sie 1966 in der US-amerikanischen Fernsehserie Bonanza.
Aldon war mit dem 31 Jahre älteren Regisseur Tay Garnett (1894–1977) verheiratet, mit dem sie eine Tochter hatte.

## Filmografie (Auswahl)
- 1946: The Locket
- 1947: Amber, die große Kurtisane (Forever Amber)
- 1948: Qualen der Liebe (A Woman’s Vegenance)
- 1951: The Tanks Are Coming
- 1951: Die Teufelsbrigade (Distant Drums)
- 1951: Verfolgt (Tomorrow Is Another Day)
- 1951: Meuterei im Morgengrauen (Inside the Walls of Folsom Prison)
- 1952: This Woman is Dangerous
- 1953: Spionagenetz Tanger (Tangier Incident)
- 1954: Die barfüßige Gräfin (The Barefoot Contessa)
- 1955: Traum meines Lebens (Summertime)
- 1958 Perry Mason (Fernsehserie, Staffel 1 Folge 34)
- 1959–1961: Bachelor Father (Fernsehserie, 4 Folge)
- 1960: Am Fuß der blauen Berge (Laramie; Fernsehserie, 1 Folge)
- 1966: Bonanza (Fernsehserie, 1 Folge)
- 1968: Live a Little, Love a Little